# Skelettdansen
Skelettdansen (orig. The Skeleton Dance), är en tecknad kortfilm av Walt Disney från 1929. Filmen är den första i Silly Symphonies-serien.

## Handling

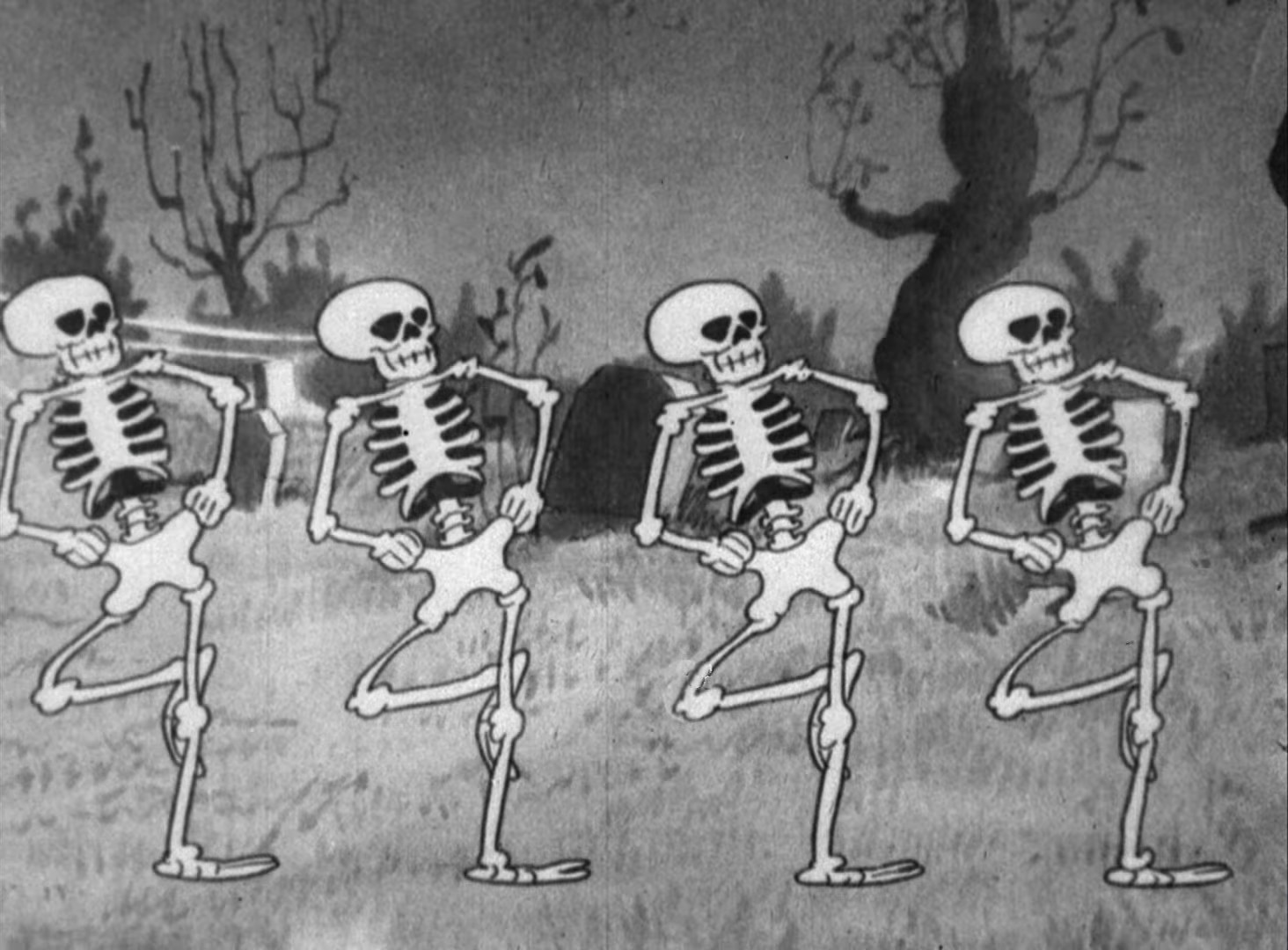
Skeletten i filmen.

Det är natt och det blixtrar. En uggla sitter och hoar tillsammans med vinden. Vid en kyrkogård slår klockan tolv, samtidigt som en hund ylar och två katter fräser.
En underlig duell utspelas mellan katterna, där de drar varandra i nosen och spottar på varandra. När de tänker återgå till att fräsa på varandra vaknar ett skelett till liv; katterna blir rädda och springer därifrån.
Skelettet börjar smyga omkring på kyrkogården, men går snart över till att dansa. Det blir skrämt av ugglans hoande och gömmer sig bakom en gravsten. Skelettet tar därefter av sig huvudet och kastar det mot ugglan så att den ska sluta hoa, och när det har fått tillbaka sitt huvud fortsätter dansen.
Tre andra skelett dyker upp och de börjar dansa tillsammans. Under dansen gör de olika saker, som att använda varandra som hoppstyltor och xylofoner.
En tupp flyger upp på ett staket och galer. Skeletten inser att det är dag och springer in i varandra, varpå de springer tillbaka till graven.

## Om filmen
Kortfilmen är baserad kring musik av Carl W. Stalling samt delar av Edvard Griegs Troldtog.
Filmen totalförbjöds från att visas på svenska biografer. Även i Danmark förbjöds den, med motiveringen att den var "för makaber".